# Heini Wathén

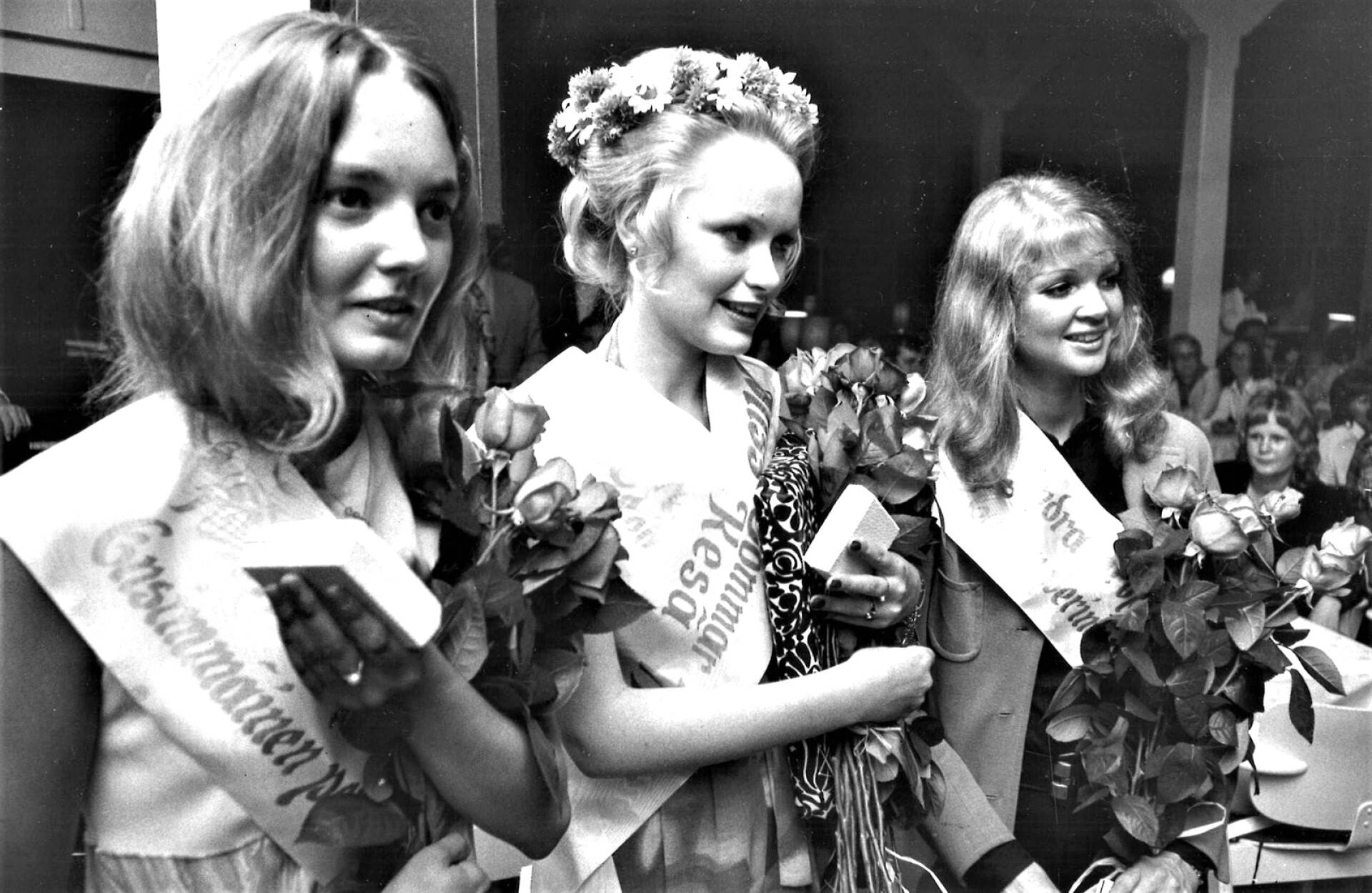
Heini Wathén (Mitte; 1972)

Heini Wathén-Fayed (* 24. Februar 1955 in Hanko, Finnland als Heini Wathén) ist ein ehemaliges finnisches Model. Sie ist die Witwe des ägyptischen Geschäftsmanns Mohamed Al-Fayed. Sie war im Ritz Hotel in London angestellt.

## Karriere als Model
Heini Wathén unterschrieb bei einer Modelagentur, nachdem sie im Alter von 17 Jahren mehrere Schönheitswettbewerbe in Finnland gewonnen hatte. Sie schloss 1975 die Sekundarschule ab und arbeitete mit ihrer Schwester in Paris als Model. Zwei Jahre später kehrte sie nach Finnland zurück, um an der Wahl zur Miss Finnland teilzunehmen, schaffte es aber nicht bis ins Finale.
Bei der Wahl zur Miss Finnland lernte Wathén Dodi Al-Fayed kennen, der in Finnland nach neuen Models suchte. Al-Fayed vermittelte Wathén einen Modelvertrag für das Modehaus Pierre Balmain.

## Privatleben
In Paris stellte Dodi Al-Fayed Wathén seinem Vater Mohamed Al-Fayed vor, der eine Beziehung mit ihr begann. Al-Fayed lud Wathén bald ein, mit ihm in der Park Lane in London zu leben. Das Paar heiratete 1985, und so wurde Heini Wathén-Fayed zur Stiefmutter von Dodi Al-Fayed.
Wathén-Fayed hat vier Kinder mit Mohamed Al-Fayed: die Töchter Jasmine (* 1980) und Camilla (* 1985) sowie die Söhne Karim (* 1983) und Omar (* 1987).
Wathén-Fayed und Al-Fayed lebten in Surrey und in einem Herrenhaus in Espoo in Finnland. Al-Fayed starb am 30. August 2023 im Alter von 94 Jahren in London.